# Луций Сергий Фиденат
Луций Сергий Фиденат (лат. Lucius Sergius C. f. C. n. Fidenas) — римский политик и военачальник, консул 437 и 429 до н. э., военный трибун с консульской властью в 433, 424 и 418 до н. э.
В его первое консульство началась Вторая Вейентская война. Сергий выступил навстречу этрусской армии, перешедшей Аниен. По словам Ливия, он одержал победу в сражении, но весьма дорогой ценой, и сенат назначил диктатора, так как противник все ещё стоял на римском берегу реки.
Во время его первого военного трибуната, в 433 до н. э., была сильная эпидемия и голод, за хлебом посылали в Этрурию, на Помптинскую равнину и Сицилию, и дали обет посвятить храм Аполлону.
В его второе консульство (429 до н. э.), по словам Ливия, ничего важного не происходило. В следующем году вейенты нарушили перемирие и начали набеги на римскую территорию. К ним примкнули некоторые фиденаты и Сергий вместе с Квинтом Сервилием и Мамерком Эмилием был послан в Фидены провести расследование.
В 424 до н. э. снова был военным трибуном. В тот год, по обету, данному во время войны с вейентами, были устроены Большие игры.
Во время его третьего военного трибуната, в 418 до н. э., жители Лабик объединились против римлян с эквами и встали лагерем у Альгида. Военные трибуны с трудом договорились о разделе командования: Гай Сервилий остался в Городе, а Сергий и Марк Папирий Мугиллан решили командовать войском по очереди, через день. В день, когда начальствовал Сергий, римляне были наголову разбиты у Альгида и бежали в Тускул.